# Kashal-e Azad Mahalleh
Kashal-e Azad Mahalleh (em persa: كشل ازادمحله, também romanizada como Kashal-e Āzād Maḩalleh) é uma aldeia do distrito rural de Kurka, situada no distrito central de Astaneh-ye Ashrafiyeh, na província de Gilan, no Irã. No censo de 2006, sua população era de 230, em 55 famílias.